# Хрустальний (станція)
Хруста́льний — кінцева вантажно-пасажирська залізнична станція Луганської дирекції Донецької залізниці на перетині двох лінії Штерівка — Хрустальний та Хрустальний — 160 км, найближча станція Марусине (6 км). Розташована в центрі міста Хрустальний Ровеньківського району Луганській області.

## Історія
Станція відкрита 1900 року.
З 2014 року, через військову агресію Росії на сході Україні, транспортне сполучення тимчасово припинене.
У травні 2023 року, в рамках дерусифікації інфраструктури «Укрзалізниці», Луганська ОВА запропонувала долучитися до обрання назв 9 станцій, що на Луганщині, в тому числі і станцію Красний Луч, яку передбачено перейменувати на однойменну назву з містом.
17 січня 2025 року постановою Кабінету Міністрів України станцію перейменовано на Хрустальний.

## Діяльність
На станції здійснюються прийом і видача вантажів, що допускаються до зберігання на відкритих майданчиках станцій, а також продаж пасажирських квитків, прийом і видача багажу.